# Lisa Roberts (femme politique)
Pour les articles homonymes, voir Lisa Roberts et Roberts.
Lisa Roberts est une personnalité politique canadienne.
De 2016 à 2021, elle représente la circonscription d'Halifax-Needham à l'Assemblée législative de la Nouvelle-Écosse, où elle est membre du caucus néodémocrate.

## Carrière politique
Lisa Roberts est élue pour la première fois en 2016, lors de l'élection partielle qui a suivi le départ de Maureen MacDonald. Elle est réélue aux élections de 2017.
En février 2021, elle annonce qu'elle ne briguera pas un troisième mandat de députée provinciale et qu'elle souhaite être candidate aux prochaines élections fédérales sous la bannière du Nouveau Parti démocratique.

## Biographie
Lisa Roberts est titulaire d'une maîtrise en économie du développement de l'Université Dalhousie.
Elle a dirigé le centre communautaire Veith House, à Halifax, et a été journaliste à la CBC.